# Konflikt w Libanie (2011–2014)
Konflikt w Libanie (2011–2014) − seria antyrządowych protestów w Libanie, w związku z formowaniem w 2011 roku rządu zdominowanego przez partie prosyryjskie. Protesty przekształciły się w konflikt między sunnitami i szyitami. Na przebieg konfliktu miała wpływ wojna domowa w Syrii, gdyż także w Libanie dochodziło do walk między zwolennikami syryjskiego prezydenta Baszara al-Asada (szyici z alawitami) i jego przeciwnikami (sunnici).

## Podłoże
W styczniu 2011 roku ministrowie związani z Hezbollahem i prezydentem Michelem Sulaimanem opuścili rząd, kierowany przez Sada al-Hariririego. Miało to związek z odmową zerwania współpracy z Trybunałem Specjalnym dla Libanu, który oskarżył członków Hezbollahu o udział w zamachu na Rafika al-Haririrego.
Hezbollah i jego sojusznicy (Sojusz 8 Marca, SPP) uzyskali nominację własnego kandydata na kolejnego premiera. Podczas konsultacji z prezydentem Michelem Sulaimanem w Pałacu Prezydenckim w Babdzie Nażib Mikati, sunnita i wykształcony w USA biznesmen-miliarder, uzyskał poparcie 65 z 128 członków Izby Deputowanych.
Nażib Mikati napotkał trudności w tworzeniu rządu ze względu na bojkot ze strony polityków Sojuszu 14 Marca oraz rywalizację przy obsadzaniu poszczególnych tek ministerialnych (m.in. spór o wybór ministra spraw wewnętrznych pomiędzy przywódcą Wolnego Ruchu Patriotycznego, Michelem Aounem a prezydentem Michelem Sulaimanem).
Pod koniec maja wybuchł skandal w związku z tym, że związany z WLP p.o. ministra telekomunikacji Szarbel Nahhas usiłował zająć siłą pomieszczenia należące do firmy telekomunikacyjnej Ogero. Przeszkodziła w tym dopiero interwencja komendanta libańskiej policji, gen. Aszrafa Rifiego.
13 czerwca, po prawie pięciu miesiącach od nominacji Nażib Mikati ogłosił skład rządu. W trzydziestoosobowym gabinecie 3 miejsca przeznaczono dla ministrów prezydenckich, 7 dla osób związanych z premierem, 3 dla członków SPP Walida Dżumblatta, zaś 17 tek ministerialnych objęli przedstawiciele Sojuszu 8 Marca (w tym 10 z WRP Michela Aouna). Zwolennicy Talala Arslana, lidera Libańskiej Partii Demokratycznej, niezadowolonego z otrzymanego stanowiska, zablokowali drogę łączącą Bejrut z Damaszkiem.
7 lipca 2011 rząd Nadżiba Mikatiego uzyskał wotum zaufania. Poparło go 68 spośród 128 członków libańskiego parlamentu.
Na sytuację polityczną, społeczną i gospodarczą Libanu destabilizująco wpływa krwawa wojna domowa w Syrii.

## Wydarzenia wywołane Arabską Wiosną

### Protesty przeciwko nowemu rządowi
24 stycznia 2011 wybuchły demonstracje w różnych regionach kraju o znacznej populacji sunnickiej. Zwolennicy ustępującego premiera Libanu Sada al-Haririego wyszli na ulice w proteście przeciwko Hezbollahowi. Protestujący, którzy oskarżają ten ruch islamski o inscenizację zamachu stanu, zablokowali drogi i palili opony w kilku miastach. W portowym mieście Trypolis protestujący symbolicznie zablokowali główną drogę do Syrii, która jest jednym ze sponsorów Hezbollahu.
W niedzielę, 13 marca 2011 odbyły się w Bejrucie masowe manifestacje upamiętniające szóstą rocznicę cedrowej rewolucji. W wiecu wzięli udział przywódcy Sojuszu 14 Marca, m.in. Sad al-Hariri, Samir Dżadża i Amin al-Dżumajjil. Manifestanci, reprezentujący różne społeczności religijne, domagali się rozbrojenia Hezbollahu oraz postawienia zabójców Rafika al-Haririego przed Trybunałem Specjalnym ONZ.

### Zamachy na żołnierzy UNIFIL
27 maja 2011 pojazd, którym poruszali się żołnierze sił pokojowych UNIFIL, został wysadzony w powietrze w pobliżu Sydonu. Zginął jeden włoski żołnierz, a kilka osób zostało rannych. Do ponownego ataku bombowego doszło 26 lipca, kiedy to zostało rannych 6 żołnierzy francuskich. Kolejnych 5 żołnierzy francuskich odniosło rany 9 grudnia 2011 w wyniku wybuchu przydrożnej miny w pobliżu Tyru.

### Marsze zwolenników sekularyzacji
26 czerwca 2011 (niedziela) odbył się marsz, podczas którego ponad 500 osób domagało się zniesienia w Libanie systemu konfesjonalistycznego. Pierwszy, większy taki protest miał miejsce 15 kwietnia 2010, kiedy to zgromadziło się ok. 5 tys. zwolenników sekularyzacji libańskiego życia politycznego.
5 lutego 2013 r. zwolennicy wprowadzenia cywilnych małżeństw zorganizowali manifestację w Bejrucie. Wcześniej prezydent Michel Sulaiman opowiedział się za prawnym uregulowaniem tej kwestii, co wywołało ożywioną dyskusję wśród libańskich elit i społeczeństwa.

### Protesty antyamerykańskie i antypapieskie
14 września 2012 roku setki ludzi demonstrowały w Trypolisie przeciwko wizycie papieża Benedykta XVI, który tego dnia przyleciał do Libanu, a także przeciwko nakręconemu w USA filmowi szkalującemu Mahometa. Demonstranci spalili restaurację Kentucky Fried Chicken, zaś w starciach z policją zginął jeden z protestujących.

### Incydenty na granicy libańsko-izraelskiej
15 maja 2011 podczas manifestacji palestyńskich na granicy libańsko-izraelskiej w pobliżu wioski Marun ar-Ras zginęło 10 Palestyńczyków, a ponad 100 zostało rannych w wyniku ostrzelania ich przez Siły Obronne Izraela.
6 sierpnia 2013 r. czterech żołnierzy izraelskich zostało rannych w wyniku eksplozji miny podczas patrolu na granicy. Według źródeł libańskich Izraelczycy wtargnęli kilkaset metrów w głąb terytorium Libanu. Do ataku przyznał się Hezbollah.
15 grudnia 2013 libański żołnierz postrzelił śmiertelnie członka izraelskiego CaHalu, pilnującego granicy w pobliżu wioski Ras Nakura.

### Starcia w Sydonie
11 listopada 2012 roku w pobliżu obozu uchodźców palestyńskich Ain al-Hilweh w Sajdzie (Sydon) doszło do starć pomiędzy zwolennikami salafickiego duchownego Ahmada al-Assira i miejscowymi szyitami. W ich rezultacie strzelaniny zginęły trzy osoby, a 5 zostało rannych. Sytuację uspokoiła interwencja libańskiej armii.
18 czerwca 2013 w starciach w Sydonie między zwolennikami Hezbollahu, a sunnickimi radykałami zginęły dwie osoby.
23 czerwca salaficcy ekstremiści zaatakowali wojskowy posterunek w Sydonie po tym jak siły bezpieczeństwa aresztowały dwóch aktywistów. Nazajutrz po ciężkich walkach armia libańska zajęła bastion sunnickich radykałów w meczecie Bilala ibn Rabaha w dzielnicy Abra. Zginęło 17 żołnierzy, 2 cywilów oraz 25 bojówkarzy. Schwytano ok. 30 uzbrojonych mężczyzn, zaś prokuratura wojskowa wydała nakaz aresztowania ponad stu członków milicji sunnickich. Przywódca radykałów, Ahmad al-Assir prawdopodobnie zbiegł do Syrii.
4 sierpnia w wiosce Daraja w sunnickim regionie Iklim al-Kharroub w dystrykcie Asz-Szuf nastąpiła przypadkowa eksplozja bomby domowej produkcji. W wyniku wybuchu zginęło dwóch synów sunnickiego duchownego Ahmada Abdel-Latifa Dakhakhniego, powiązanego z szejkiem al-Assirem.
15 grudnia doszło do dwóch zamachów wymierzonych w armię libańską. Zamachowiec za pomocą granatu ranił dwóch żołnierzy na punkcie kontrolnym w północnej części Sydonu, po czym został zastrzelony. Kilka godzin później następny zamachowiec-samobójca zdetonował ładunek wybuchowy, zabijając siebie oraz jednego z żołnierzy i raniąc drugiego na posterunku wojskowym na wschodzie miasta.

### Zabójstwa polityczne

#### Zabójstwo szefa wywiadu Służb Bezpieczeństwa Wewnętrznego
19 października 2012 roku osiem osób zginęło, a kilkadziesiąt zostało rannych w eksplozji samochodu pułapki we wschodnim Bejrucie. Wśród zabitych był antysyryjski generał policji Wissam al-Hassan.

#### Zabójstwo Hassana al-Lakisa
Rano 4 grudnia 2013 przed swoim domem został zastrzelony Hassan al-Lakis. Był jednym z najważniejszych dowódców wojskowych struktur Hezbollahu. Hezbollah natychmiast poinformował o jego śmierci oskarżając o zamach Izrael. Do zabójstwa natomiast przyznała się ekstremistyczna organizacja sunnicka Brygady Abdullaha Azzama.

#### Zabójstwo Muhammad Szataha
27 grudnia 2013 w wyniku wybuchu w Bejrucie samochodu-pułapki zginęło sześć osób, a 71 zostało rannych. Wśród zabitych był były minister finansów w rządzie Fuada Siniory, Muhammad Szatah.

### Proces w sprawie zamachu na Rafika al-Haririego
16 stycznia 2014 r. rozpoczął obrady w holenderskiej Hadze Trybunał Specjalny dla Libanu powołany na mocy Rezolucji Rady Bezpieczeństwa ONZ nr 1757 z 30 maja 2007r. Proces ruszył pod nieobecność oskarżonych, czterech członków Hezbollahu, którzy są ścigani międzynarodowymi nakazami aresztowania.

## Wpływ syryjskiego konfliktu na Liban
Wojna domowa w Syrii miała wpływ na konflikt religijny w Libanie, w którym dochodziło do potyczek między wspierających reżim syryjski Alawitów i opowiadających się za opozycją sunnitów. Konflikt między wyznaniami sięga wojny domowej w Libanie z lat 1975-1990. Najbardziej niestabilna sytuacja panowała w Trypolisie zamieszkałej przez sunnitów i okrążonych przez alawitów z wzgórz Dżabal Mohsen.

### Walki w Trypolisie

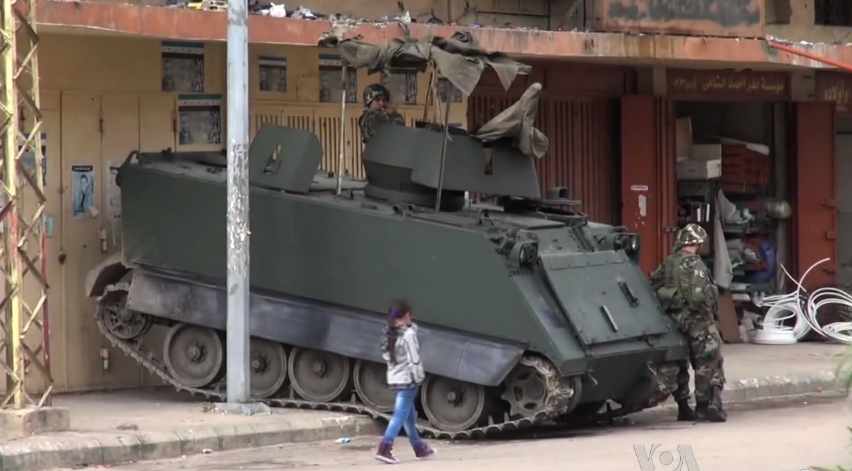
Libański pojazd opancerzony na ulicy Trypolisu

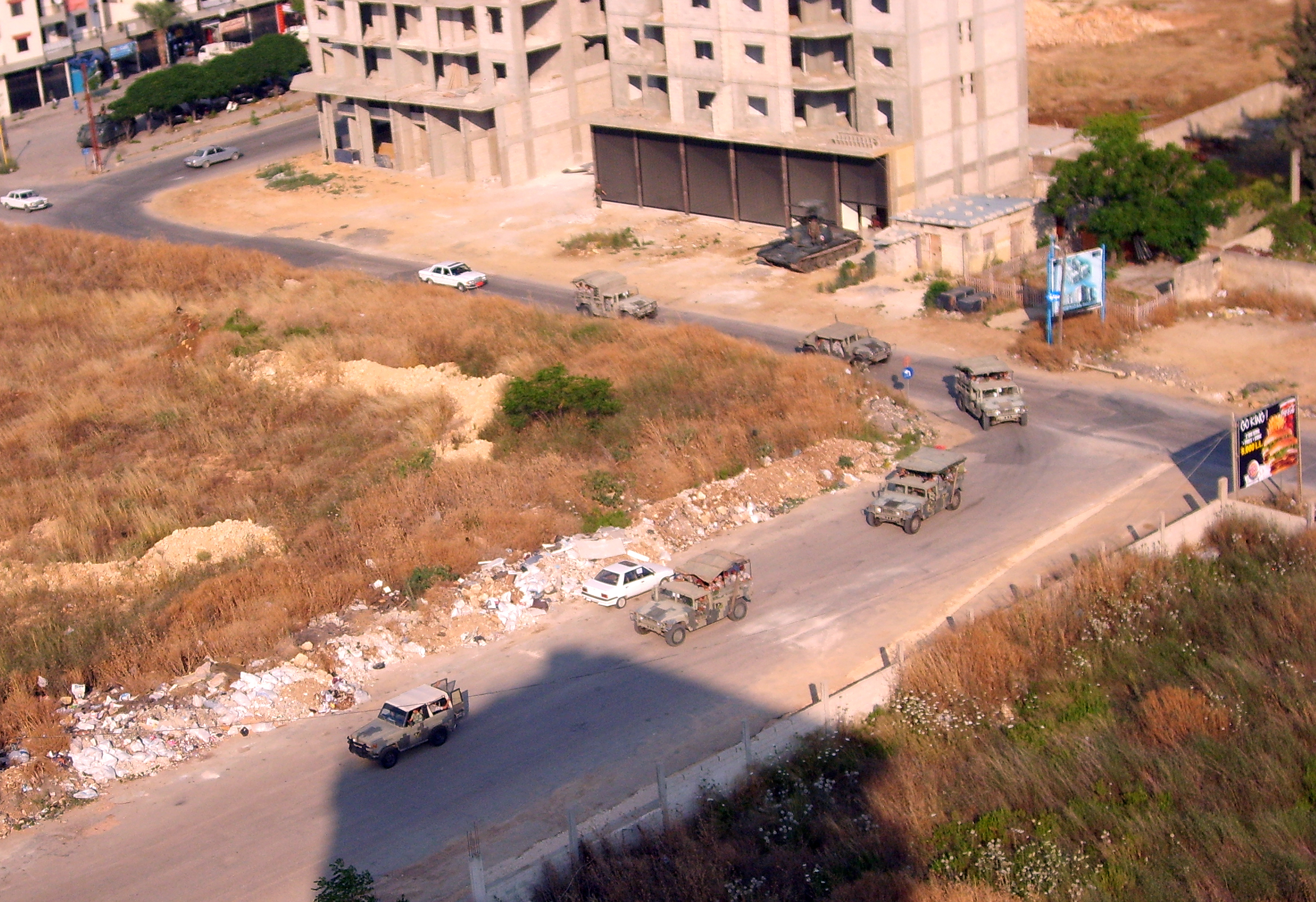
Konwój wojska libańskiego patrolujący dzielnicę Dżabal Mohsen w Trypolisie (2011)

Trypolis to drugie co do wielkości miasto Libanu. Zamieszkują go głównie konserwatywni sunnici, skłóceni od czasu wojny domowej z mniejszością alawicką, popierającą reżim syryjski. Główną areną zbrojnej rywalizacji są ubogie dzielnice Bab al-Tabanijja (sunnicka) i Dżabal Mohsen (alawicka).
17 czerwca 2011 (piątek) doszło do walk pomiędzy sunnitami a alawitami w dzielnicach Bab al-Tabanijja i Dżabal Mohsen. Zamieszki wybuchły po tym jak ok. 600 sunnitów zgromadziło się na wiecu przeciwko prezydentowi Syrii, Baszarowi Assadowi, tłumiącemu powstanie we własnym kraju. Członkowie zwalczających się bojówek użyli broni palnej. Interweniowały służby bezpieczeństwa. W starciach zginęło siedem osób, w tym członek władz alawickiej Arabskiej Partii Demokratycznej oraz 1 żołnierz libański i kilkunastoletni chłopiec, raniono także 59 osób.
Między 10 i 11 lutego 2012 roku w ponownych walkach zginęły 3 osoby, a około 20 raniono.
W maju 2012, kierowany przez szyitów Generalny Dyrektoriat Bezpieczeństwa (Direction Générale de la Sureté Générale) aresztował 25-letniego sunnickiego islamistę Szadiego Mawlawiego pod zarzutami o terroryzm (później go zwolniono). Wywołało to kolejną rundę krwawych porachunków pomiędzy sunnitami i alawitami. W dniach 14-18 maja 2012 w walkach pomiędzy zwolennikami i przeciwnikami reżimu syryjskiego zginęło 12, a rannych zostało ok. 100 osób.
Kolejny raz do starć zbrojnych doszło w Trypolisie w dniach 2-3 czerwca 2012. Zginęło wówczas 15 Libańczyków.
8 czerwca 2012 jeden mężczyzna został zabity przez snajpera w alawickiej części miasta. 18 lipca 2012 jedna osoba zginęła podczas świętowania zamachu na syryjskie kierownictwo.
W dniach 20-21 sierpnia 2012 w zaciekłych starciach zginęło co najmniej 12 osób, a 75 zostało rannych. Do akcji wkroczyło libańskie wojsko, aby rozdzielić zwaśnione frakcje. Ogłoszono również krótkotrwałe zawieszenie broni. 24 sierpnia 2012 walki przyniosły kolejne 3 ofiary śmiertelne.
4 grudnia 2012 r. ponownie doszło do walk po tym, jak 30 listopada co najmniej 14 ochotników z Libanu wspierających rebeliantów zginęło w zasadzce syryjskich sił rządowych. Do 9 grudnia śmierć poniosło 19 osób.
22 marca 2013 r. walki rozgorzały na nowo. W ciągu trzech dni zginęło 12 osób. Tego samego dnia do dymisji podał się premier Nadżib Mikati. Wpływ na jego decyzję miało rosnące napięcie w kraju wywołane konfliktem między przeciwnikami i zwolennikami syryjskiego prezydenta Baszara al-Asada.
Ponowne walki w Trypolisie wybuchły 19 maja 2013 i były reperkusją na bitwę pod Al-Kusajr w Syrii, gdzie walczył Hezbollah. W Trypolisie starli się sunnici z dzielnicy Bab al-Tabbaneh i alawici z Dżabal Mohsen. Sunnici jako warunek zakończenia walk stawiali wycofanie się bojowników szyickiego Hezbollahu z syryjskiego miasta Al-Kusajr. Najbardziej zacięte boje toczono w nocy z 22 na 23 maja 2013, kiedy zginęło sześć osób, a 40 zostało rannych. Łącznie w fali przemocy poległo 24 osób, a ponad 170 zostało rannych.
29 czerwca jeden islamista zginął podczas konstruowania bomby, druga osoba została zastrzelona, a kilka raniono podczas zamieszek.
22 października 2013 starcia zwaśnionych frakcji rozpoczęły się na nowo. W ciągu pięciu kolejnych dni zginęło 17 osób, a około 100 raniono.
30 listopada rozpoczęła się kolejna fala aktów przemocy. W ciągu kilku dni zginęło kilkanaście osób.
W połowie marca 2014 roku doszło po raz kolejny do krwawych porachunków między wrogimi społecznościami. W cia gu kilku dni zginęło 12 osób a 57 zostało rannych.

### Starcia w Bejrucie

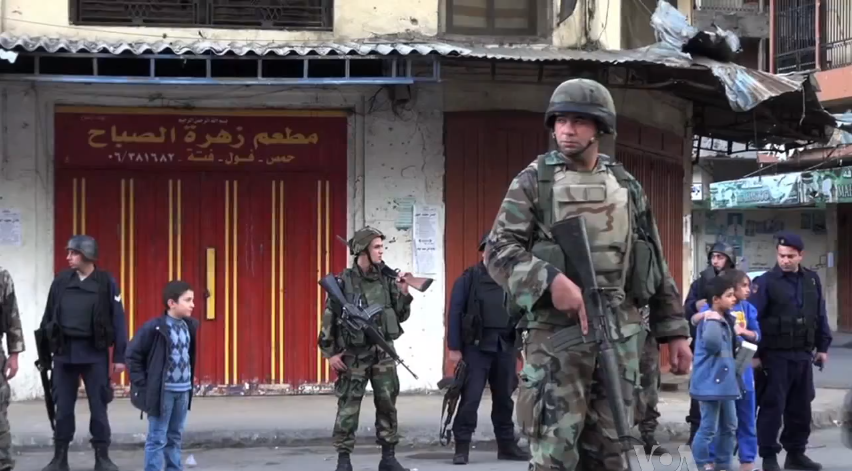
Żołnierze libańscy na ulicach Trypolisu

24 lipca 2011 roku ok. 200 zwolenników i przeciwników prezydenta Syrii starło się w bejruckiej dzielnicy Bir Hassan. Interweniowały służby bezpieczeństwa. Wcześniej przed syryjską ambasadą w dzielnicy Hamra protestowało prawie 2000 osób. Libańscy żołnierze aresztowali 10 uczestników zajść.
20 maja 2012 roku na wojskowym posterunku kontrolnym w Akkarze został zastrzelony wraz z towarzyszem, sunnicki duchowny Ahmad Abdel-Wahid. Na wiadomość o jego śmierci w dzielnicy Bejrutu Tarik al-Dżadida doszło do walk między pro- i anty-assadowskimi sunnitami z użyciem broni maszynowej i granatników. W ich wyniku zginęły 3 osoby, a 10 zostało rannych.
9 czerwca 2013 roku w pobliżu irańskiej ambasady w dzielnicy Bir Hassan podczas manifestacji przeciwko udziałowi Hezbollahu w syryjskiej wojnie domowej zginął jeden z działaczy liberalnego szyickiego Zgromadzenia Libański Wybór.

### Porwania
W maju 2012 roku kilkunastu libańskich szyitów zostało porwanych przez rebeliantów w syryjskim Aleppo. W odpowiedzi na to demonstracje wybuchły w południowych, szyickich dzielnicach Bejrutu. W sierpniu członkowie szyickiego klanu al-Mekdad przyznali się do uprowadzenia 20 zagranicznych zakładników w odwecie za zatrzymanie ich krewnego przez syryjskich rebeliantów z Wolnej Armii Syryjskiej.
9 sierpnia 2013 r. dwóch tureckich pilotów z Turkish Airlines zostało porwanych w pobliżu lotniska w Bejrucie. Do porwania przyznała się nieznana wcześniej grupa domagająca się wypuszczenia szyickich pielgrzymów uprowadzonych w poprzednim roku w Syrii.
11 sierpnia kilkanaście osób porwanych wcześniej z sunnickiego miasta Arsal zostało wymienionych na zakładników z klanu al-Mekdad.

### Aresztowanie byłego ministra
9 sierpnia 2012 funkcjonariusze wywiadu Służb Bezpieczeństwa Wewnętrznego aresztowali byłego ministra informacji Miszala Samahę. Polityk ten został oskarżony o próbę zorganizowania serii zamachów terrorystycznych na północy Libanu na zlecenie syryjskiego wywiadu.

### Incydenty na granicy libańsko-syryjskiej
2 grudnia 2012 r. doszło do wymiany ognia pomiędzy żołnierzami Libańskich Sił Zbrojnych a rebeliantami w Dolinie Bika.
25 grudnia 2012 r. 11-letni chłopiec zginął od strzałów oddanych z terytorium Syrii w pobliżu miejscowości Maszari al-Qaa.
1 lutego 2013 r. dwóch libańskich oficerów i co najmniej jeden cywil zginęło w zasadzce w pobliżu wioski Arsal w Dolinie Bika. Do starcia doszło podczas próby aresztowania osoby podejrzanej o członkostwo w islamistycznym ugrupowaniu Dżabhat al-Nusra, walczącym z syryjskim rządem.
3 kwietnia syryjski odrzutowiec i śmigłowiec naruszyły libańską przestrzeń powietrzną oraz wystrzeliły kilka pocisków rakietowych w pobliżu Arsalu.
14 kwietnia dwie osoby zginęły, a kilkoro zostało rannych w wyniku ostrzału libańskich wiosek w dystrykcie Hirmil.
27 maja jedna kobieta zginęła w pobliżu Hirmilu w wyniku ostrzału rakietowego przeprowadzonego z terytorium syryjskiego. 28 maja nieznani sprawcy zastrzelili trzech libańskich żołnierzy koło Arsalu po czym zbiegli do Syrii.
2 czerwca 2013 pod miastem Baalbek bojownicy Hezbollahu, wciągnęli w zasadzkę syryjskich rebeliantów, którzy przygotowywali się do ostrzału rakietowego rejonów zamieszkałych przez szyitów w Dolinie Bika. Zginęło 12 rebeliantów i jeden bojownik Hezbollahu.
16 czerwca nieznani sprawcy zamordowali czterech szyitów w pobliżu granicy z Syrią. Rodziny ofiar oskarżyły o zabójstwo sunnickich radykałów.
28 czerwca bomba wybuchła w pobliżu konwoju samochodowego należącego do Hezbollahu niedaleko Zahli. Nikt nie odniósł ran..
16 lipca ponownie zaatakowano konwój Hezbollahu. Rannych zostało dwóch mężczyzn.
3 sierpnia libańska Narodowa Agencja Informacyjna podała wiadomość o ataku syryjskiego samolotu bojowego w pobliżu wioski Khirbet Daoud, położonej na wschód od Arsalu. Zginęło sześciu syryjskich uchodźców, a dziewięciu zostało rannych.
11 sierpnia dwie osoby zginęły po tym jak członkowie klanu al-Dżaafar ostrzelali konwój burmistrza Arsalu w pobliżu wioski Labweh.
Do kolejnego incydentu doszło 25 września, kiedy to na wojskowym posterunku koło Arsalu ostrzelano samochód, który nie zatrzymał się do kontroli. Zginął jeden syryjski rebeliant, a dwóch zostało rannych.
18 listopada lokalne media poinformowały o śmierci dwóch kuzynów burmistrza Arsalu w wyniku ostrzału ze strony syryjskich śmigłowców. Inne źródła podały, że obaj Libańczycy zginęli w Syrii, podczas walk w rejonie al-Kalamun.
17 grudnia samochód-pułapka eksplodował na posterunku kontrolnym Hezbollahu na terenie Doliny Bika. 21 grudnia 2013 bojownicy Hezbollahu zabili w zasadzce 32 islamistów Dżabhat an-Nursa nielegalnie przekraczających granicę syryjsko-libańską w Wadi al-Dżamala w Górach Kalamunu.

### Zamachy w bejruckim Bir al-Abed i Trypolisie
9 lipca 2013 r. w pierwszy dzień szyickiego ramadanu bomba-pułapka wybuchła w bejruckiej dzielnicy Bir al-Abed, będącej bastionem Hezbollahu. Rany odniosło co najmniej 53 osoby. Ofiary to w większości kobiety i dzieci. Do zamachu początkowo przyznała się 313 Brygada syryjskich rebeliantów, jednak Wolna Armia Syrii odżegnała się od tego.
15 sierpnia 2013 doszło wybuchu samochodu-pułapki na południowych przedmieściach Bir al-Abed. Tym razem zginęło wówczas 27 osób, a 290 zostało rannych. Według libańskich władz był to najbardziej krwawy zamach w Bejrucie od 30 lat. Do zamachu przyznały się Liwa Aisza Umm al-Mu'miniin (Brygady Aiszy Matki Wiernych). Po tych wydarzeniach bojówki szyickie utworzyły punkty kontrolne wokół południowo-bejruckiego rejonu al-Dahija, co doprowadziło do incydentów podczas dokonywanych zatrzymań i kontroli. W wyniku umowy z rządem 23 września opuszczone przez szyitów posterunki zaczęły zajmować Libańskie Siły Zbrojne.
23 sierpnia 2013 w wyniku wybuchu dwóch bomb umieszczonych w samochodach-pułapkach w pobliżu sunnickiego meczetu Al-Takwa w dzielnicy Az-Zahirija i meczetu Al-Salam w Al-Minie zginęło 47 osób, a 500 zostało rannych. Był to prawdopodobny odwet za zamach wykonany tydzień wcześniej w Bejrucie.

### Zamach na ambasadę Iranu
19 listopada 2013 dwa wybuchy wstrząsnęły ambasadą Iranu. Pierwszą eksplozję spowodował samobójca, który podjechał pod bramę placówki na motocyklu. Druga, znacznie silniejsza wywołana była przez zaparkowany dwa budynki dalej samochód wypełniony ładunkiem wybuchowym. W ataku zginęły 23 osoby (w tym irański attaché kulturalny Ebrahim Ansari), a 146 zostało rannych. Do ataku przyznała się sunnicka grupa terrorystyczna nazywająca się Brygadami Abdullaha Azzama.

### Zamachy w Haret Harajk
Wybuch samochodu-pułapki 2 stycznia 2014 roku na osiedlu Haret Harajk w dzielnicy Dahiyeh na południu Bejrutu spowodował śmierć 5 osób i ranił 70 osób. Odpowiedzialność za zamach przyjęło na siebie sunnickie ugrupowanie terrorystyczne Islamskie Państwo w Iraku i Lewancie.
Do kolejnego zamachu w tej szyickiej dzielnicy doszło 21 stycznia. Zginęły co najmniej cztery osoby, a 20 zostało rannych. Do ataku przyznała się syryjska organizacja zbrojna Front Obrony Ludności Lewantu.

### Zamachy w Hirmilu
16 stycznia 2014 zamachowiec-samobójca wysadził się w skradzionym samochodzie przed siedzibą lokalnych władz w zdominowanym przez szyitów mieście Al-Hirmil. Oprócz terrorysty zginęły cztery inne osoby, a kilkadziesiąt odniosło rany.
22 lutego doszło do samobójczego ataku na posterunek libańskiej armii w Hirmilu. Do zamachu przyznali się radykałowie z Dżabhat al-Nusra.

### Wybuch w Szuejfat
Jedna osoba zginęła, a dwie zostały ranne 3 lutego podczas wybuchu w busie w Szuejfat na południe od Bejrutu. Prawdopodobnie zamachowiec próbował dostać się na tereny kontrolowane przez Hezbollah.

### Zamachy w Bir Hassan
19 lutego dwa samochody-pułapki wybuchły w Bir Hassan na południu Bejrutu w pobliżu irańskiego ośrodka kulturalnego. Zginęło 6 osób, a ponad setka została ranna. Odpowiedzialność za atak wzięły Brygady Abdullaha Azzama.

### Wybuch w Nabi Othman
16 marca cztery osoby zginęły, w tym dwóch członków Hezbollahu, a 11 zostało rannych w wybuchu samochodu-pułapki na wschodzie Libanu w Dolinie Bika. Wcześniej libańscy szyici świętowali zdobycie syryjskiego miasta Jabrud przez siły rządowe i wspierące je milicje libańskie.

### Ataki rakietowe
26 maja 2013 cztery rakiety spadły na przedmieście Bejrutu, al-Dahija oraz rejon al-Hirmil, zamieszkane przez szyitów. Rannych zostało kilka osób.
W nocy 1 sierpnia 2013 kilka rakiet wystrzelono w kierunku południowych przedmieść Bejrutu. Dwie z nich eksplodowały w pobliżu prezydenckiej siedziby w Baabdzie, inna niedaleko ministerstwa obrony. Wcześniej podczas obchodów 68. rocznicy powstania libańskiej armii prezydent Sulaiman krytycznie odniósł się do zbrojnego udziału Libańczyków w wojnie domowej w Syrii.
18 sierpnia 2013 5 rakiet spadło ponownie na okolice Hirmilu. Nikt nie został ranny. Kolejne dwie rakiety wystrzelono 17 grudnia.
W połowie stycznia 2014 ataki rakietowe nasiliły się. 17 stycznia 2014, co najmniej siedem osób zginęło, a 15 innych zostało rannych na skutek ostrzelania rakietami sunnickiego miasta Arsal. 4 marca 2014 na Dolinę Bika spadły trzy rakiety Grad odpalone z terytorium Syrii. Podobna sytuacja miała miejsce 25 kwietnia 2014. Trzy rakiety spadły na wioskę Al-Kaa w Dolinie Bika.

### Walki w Arsalu
2 sierpnia 2014r. w sobotę po południu islamiści zaatakowali posterunek policji w Arsalu, uwalniając zatrzymanych wcześniej Syryjczyków. W wyniku interwencji armii libańskiej, która użyła artylerii i czołgów zginęło 11 terrorystów i 3 cywilów, poległo też 8 żołnierzy. Islamiści porwali również 16 członków libańskich sił bezpieczeństwa. Według źródeł libańskich terroryści przybyli z okolicznych obozów dla syryjskich uchodźców. Do ataków na wojsko doszło także w Wadi Hmayyed, gdzie zginęło 2 żołnierzy pilnujących punktu kontrolnego oraz w Trypolisie, gdzie raniono kolejnych dwóch.

## Reakcja przywódców religijnych
Nowy duchowy przywódca maronitów, patriarcha Béchara Boutros Raï podjął próbę pojednania zwalczających się wzajemnie przywódców stronnictw chrześcijańskich. Z krytyką libańskich polityków i apelem o zgodę narodową wystąpili czołowi duchowni muzułmańscy, min. mufti Mohamed Raszid Kabbani i szejk Abdul Amir Kabalan.
W dniach 14 – 16 września 2012 roku odbyła się podróż apostolska Benedykta XVI do Libanu.